# Christiane Taubira

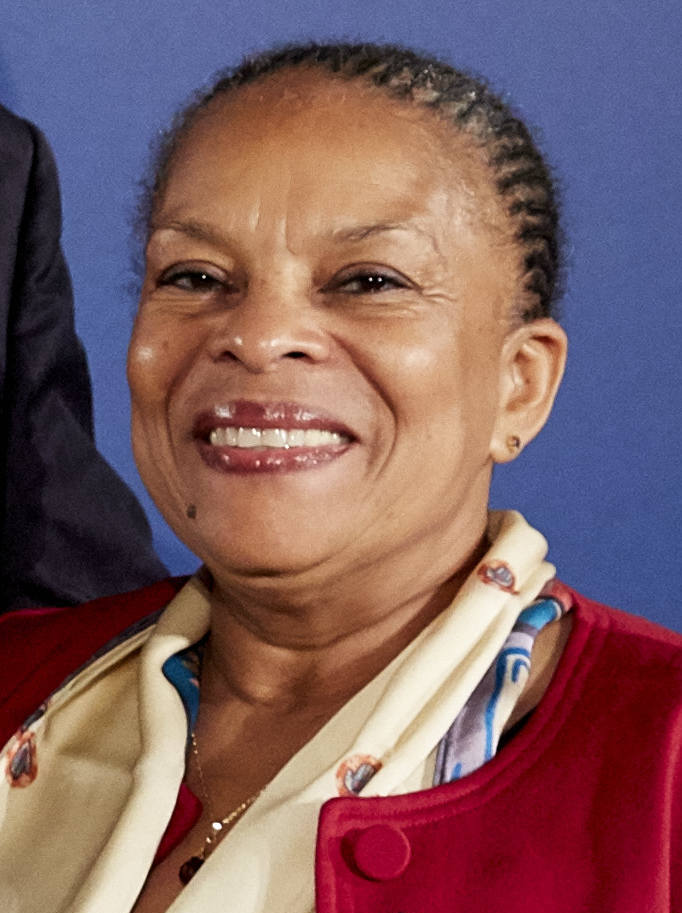
Christiane Taubira in 2016

Christiane Taubira (Cayenne, Frans-Guyana, 2 februari 1952) is een Franse politica.

## Levensloop
Taubira werd geboren in een gezin met elf kinderen, onder wie vijf van dezelfde vader, een kruidenier in Cayenne, die het gezin in de steek liet. Haar moeder, hulpverpleegster, stierf toen ze 49 was.
Op het einde van de jaren zeventig maakte ze kennis met de geneticus Roland Delannon, leider van de onafhankelijkheidsbeweging in Guyana, trouwde met hem in 1987 en kreeg vier kinderen. In 2002 volgde een echtscheiding, nadat Delannon in 1998 een dissidente lijst had aangevoerd tegen de lijst van zijn echtgenote.
Taubira studeerde in Parijs en bekwam een licentiaat in economische wetenschappen, een licentiaat in sociologie en een getuigschrift in Afro-Amerikaanse etnologie.  
Ze werd leraar economie in 1978.
Van 1982 tot 1985 was ze medeoprichtster en directrice van de landbouwcoöperatie Caricoop in Guyana. In 1990 werd ze lid van de Dienst voor coöperatie en buitenlandse handel, een officiële instelling die afhing van de Regionale raad voor Guyana.

## Politiek
Ze begon haar politieke activiteiten in 1978 als militante voor de onafhankelijkheid van Guyana, in de Mouvement guyanais de décolonisation, in 1974 opgericht door Roland Delannon. Ze bestuurde het tijdschrift Mawina, dat door deze beweging werd uitgegeven. De beweging was ook betrokken bij aanslagen.
Na de verkiezing in 1981 van François Mitterrand brak ze met het onafhankelijkheidsstreven, dat volgens haar niet meer door een meerderheid van de bevolking in Guyana werd gedragen. In 1993 stichtte ze, samen met haar man, een politieke partij en werd er voorzitter van.
In 1993 werd ze verkozen tot Frans volksvertegenwoordiger. Ze stemde voor de investituur van de regering Édouard Balladur. Ze trad toe tot een kleine groep met de naam  République et liberté. Het jaar daarop stond ze op de lijst van de Parti Radical de Gauche, geleid door Bernard Tapie, bij de Europese verkiezingen van 1994.
In 1997 werd ze herkozen in het Franse parlement en sloot zich aan bij de Parti socialiste. Door Lionel Jospin werd ze belast met een rapport over het goudzoeken in Guyana. Tot in 2001 bleef ze bij de socialistische partij en keerde toen terug naar de linkse Parti Radical.
In 2001 werd de Wet Taubira aangenomen, waarbij de slavenhandel werd erkend als misdaad tegen de mensheid. Sindsdien wordt elke 10 mei de afschaffing van de slavenhandel herdacht. Ze heeft toen met opzet nagelaten in het wetsartikel melding te maken van de beruchte Arabische slavenhandel (7e tot de 15e eeuw en later) die er de oorzaak van was dat miljoenen Afrikanen naar het Noorden en Oosten van Afrika en verder werden gedeporteerd. Dat zou, zo was haar redenering, een te grote morele last hebben gelegd op de schouders van de talrijke Arabische jongeren in Frankrijk!,
In 2002 stelde ze zich kandidate voor de presidentsverkiezingen, namens de linkse radicale partij. Ze behaalde 2,32 % van de stemmen. De socialisten oordeelden dat haar kandidatuur er mee verantwoordelijk voor was dat Lionel Jospin niet tot de beslissende tweede ronde kon doorstoten.
Ze werd opnieuw in Guyana verkozen tot Frans volksvertegenwoordiger, van 2002 tot 2012. Ze bleef aanleunen bij de Parti socialiste, maar werd vicevoorzitter van de Parti Radical de Gauche. Ze voerde in 2004 de Europese lijst aan van de linkse radicalen, maar haalde weinig stemmen en werd niet verkozen.
In 2006 was ze bereid om opnieuw presidentskandidaat te worden, maar de linkse radicalen beslisten Ségolène Royal te steunen. Ze trad toe tot het campagneteam van de socialistische kandidate. Vervolgens werd ze opnieuw Frans volksvertegenwoordiger voor Guyana.
Bij de regionale verkiezingen werd ze verslagen door de lijst van de burgemeester van Cayenne, ondersteund door de rechtse UMP. Voor de presidentsverkiezingen van 2012 was  Arnaud Montebourg de kandidaat die ze steunde in de voorverkiezingen.
Nadat François Hollande tot president was verkozen, werd ze op 16 mei 2012 benoemd tot minister van Justitie, in de regering van Jean-Marc Ayrault. Ze werd onmiddellijk zwaar onder vuur genomen door de UMP en de Front National, die haar vooral laksheid verweten. Ze had zich geen kandidaat meer gesteld voor de parlementsverkiezingen van 2012.
Haar eerste initiatief als minister was een wetsvoorstel tegen het seksueel bestoken en haar tweede het afschaffen van de correctionele rechtbanken voor minderjarigen.
In 2013 werd ze beschuldigd vrienden te benoemen in kabinetsfuncties. Het betrof de echtgenote van Patrick Rullier, adviseur bij François Hollande, en een kabinetslid van wie werd gezegd dat hij haar vriend was, hoewel deze dit sterk ontkende. Ze kreeg anderzijds af te rekenen met een leegloop op haar kabinet.
Ze leidde ook het wetsvoorstel in betreffende het huwelijk van homoseksuele koppels, dat door het parlement werd aangenomen.
In januari 2016 nam ze ontslag als minister.
Bij de presidentsverkiezingen van 2017 steunde ze de kandidatuur van Benoît Hamon. Na de povere verkiezingsuitslag van de socialistische kandidaat, riep ze op om voor Emmanuel Macron te stemmen.
In mei 2017 stichtte ze, samen met onder meer Anne Hidalgo en Martine Aubry, de beweging Dès demain.

## Eerbetoon
- In 2016 is Taubira eredoctor geworden van de Universiteit van Wisconsin (Milwaukee)

## Publicaties
- L'Esclavage raconté à ma fillen Parijs, Biblophane, 2002 (herdrukken 2006 en 2015), ISBN 2-86970-064-4.
- Codes noirs, de l'esclavage aux abolitions, Parijs, Dalloz, 2006, ISBN 2-247-06857-X.
- Rendez-vous avec la République, Parijs, La Découverte, 2006, ISBN 978-2-7071-5091-2.
- Égalité pour les exclus, le politique face à l’histoire et à la mémoire coloniales, Parijs, Temps Présent, 2009, ISBN 978-2-916842-01-1.
- Mes météores, combats politiques au long cours, Parijs, Flammarion, 2012, ISBN 978-2-08-127895-0.
- Paroles de liberté, Parijs, Flammarion, 2014, ISBN 978-2-08-133688-9.
- Murmures à la jeunesse, Partijs, éditions Philippe Rey, 2016, ISBN 978-2848765297.
- Nous habitons la Terre, Parijs, éditions Philippe Rey, 2017, ISBN 978-2-84876-611-9.